# Paddy Crumlin
Padraig (Paddy) Crumlin (Riverwood) is een Australisch syndicalist.

## Levensloop
Crumlin groeide op in een schippersgezin. Zijn vader was actief bij de Merchant Service Guild (MSG). Crumlin liep school aan het De La Salle-college te Kingsgrove en tijdens zijn jeugd beoefende hij atletiek en rugby league.
In 1978 ging hij aan de slag als schipper. In 1987 werd hij werkzaam bij de Seamen's Union of Australia (SUA), waarvan hij onder andere assistent nationaal secretaris was. Na de fusie van deze ACTU-vakcentrale met de Waterside Workers' Federation of Australia (WWF) in 1993 tot de Maritime Union of Australia (MUA) werd hij verkopzen tot adjunct-nationaal secretaris. 
In 2000 volgde hij bij deze vakcentrale John Coombs op als nationaal secretaris, een functie die hij uitoefende tot de fusie van deze vakcentrale met de Construction Forestry Mining & Energy Union (CFMEU) en de Textile, Clothing and Footwear Union of Australia (TCFUA) tot de Construction, Forestry, Maritime, Mining and Energy Union (CFMMEU) in 2018. Van deze vakcentrale werd hij vervolgens internationaal voorzitter.
Daarnaast werd hij in augustus 2010 tijdens het 42e ITF-congres te Mexico-Stad verkozen tot voorzitter van deze internationale vakbondsfederatie. Hij volgde in deze hoedanigheid de Zuid-Afrikaan Randall Howard op.